# Darlington Nagbe
Darlington Nagbe (Monróvia, 19 de julho de 1990) é um futebolista Norte-americano que atua como meio-campo. Atualmente defende o Columbus Crew.

## Carreira
Darlington Nagbe integrou a Seleção Estadunidense de Futebol na Copa Ouro da CONCACAF de 2017.

## Títulos
Portland Timbers
- MLS Cup: 2015

Atlanta United
- MLS Cup: 2018
- Campeones Cup: 2019
- U.S. Open Cup: 2019

Columbus Crew
- MLS Cup: 2020, 2023
- Campeones Cup: 2021
- Copa das Ligas: 2024

Seleção Estadunidense
- Copa Ouro da CONCACAF: 2017